# Astaroth

Das Siegel des Astaroth nach der Goëtia

Astaroth ist in der okkultistischen Mythologie der Name eines Dämons. Dieser Name ist phönizisch-semitischen Ursprungs und bedeutet ursprünglich die weibliche babylonische Göttin Ištar, die erst zur westsemitischen Göttin Astarte und dann später zum männlichen Dämon Astaroth wurde.
Die Ars Goetia (erster Teil des Grimoires Der kleinere Schlüssel Salomonis) beschreibt ihn als mächtigen, starken Herzog, der über 40 Legionen herrschte. Nach dieser Beschreibung erscheint er als schändlicher Engel mit einem fauligen, giftigen Atem, der auf einem Höllendrachen oder einem Wolf reitet und in der rechten Hand eine Viper hält. Er soll Vergangenheit, Gegenwart und Zukunft kennen und alle Geheimnisse enthüllen können. Ebenso soll er Menschen in den allgemeinen Wissenschaften unterrichten und darüber hinaus der Schutzherr der freien Künste sein. Er wird in vielen Fällen von Besessenheit erwähnt.
Er steht in der „Goetia“ an 29. Stelle und wird auch Aschera, Ashtaroth, Astarte, Aschtarat, Ashtoreth, Astoreth oder Astargatis genannt. Neben Großherzog soll er auch noch oberster Schatzmeister der Hölle sein. Quellen wie das Buch von Abraham von Worms wollen in ihm auch einen der Planetengeister sehen; allgemein steht er aber für das Prinzip der Faulheit. Vor dem Fall des Engels soll er angeblich ein Cherub oder Seraph gewesen sein. Da er der Hüter der Zeit war, soll er auch Gottes Pläne gekannt haben; da dies aber nicht geduldet werden konnte, wurde er in ein abseits gelegenes Verlies geworfen. Er durfte auch niemals an einer Ratssitzung teilnehmen, obwohl er wie Luzifer ein Mitglied des himmlischen Rates war. Als Abaddon und Luzifer ihn befreiten, wehrte er sich zunächst dagegen, wurde aber später zusammen mit den gefallenen Engeln aus dem Himmel geworfen und dazu verdammt, ewig stumm zu sein, obwohl er niemals kämpfte.
Nach einer Legende wurden seine Seele und sein Körper mit denen der Göttin Astarte verschmolzen (vermutlich um zu erklären, was über Jahrhunderte hinweg mythologisch geschah). Luzifer aber bot ihm einen neuen Körper, eine Schlange, die er nun in seiner Hand hält.
Hat Astaroth die Kontrolle über den Körper, wird dieser männlich und die Seele der Astarte fährt in die nun weiß farbige Schlange; hat hingegen Astarte die Kontrolle, wird der Körper weiblich und Astaroths Seele geht in die nun schwarz farbige Schlange. Ist der Körper weiblich, ist er gehörnt und mit El, dem höchsten Gott, verheiratet und symbolisiert Ausschweifung und Tempelprostitution. Das Symbol der zumeist nackt dargestellten Astarte ist die Taube.
Es soll ihm in seiner Engelsgestalt nur möglich sein zu schreiben, nicht aber zu reden.
Wird er beschworen, was am Mittwoch ratsam sein soll, soll er auch über den Fall der Engel erzählen und dass keiner dies wirklich wollte; auch beteuert er seine Unschuld an diesem Fall. Außerdem ist er in seiner Deutung als Aphrodite, wohl ähnlich wie seine Verbindung zu Astarte oder Ishtar; er verkörpert die Liebe, ansonsten die Prunksucht und Eitelkeit.
Nach Sebastian Michaelis ist Astaroth ein Dämon der ersten Kategorie, der mittels Faulheit und Eitelkeit verführt. Sein Gegenspieler ist der Heilige Bartholomäus, der Schutz vor ihm bietet, da er Astaroths Verführung widerstanden hat. Nach anderer Meinung lehrt er mathematische Künste und Handarbeiten, kann Menschen unsichtbar machen, sie zu versteckten Schätzen führen und ihnen jegliche Fragen beantworten.

Nach Francis Barrett ist Astaroth der Prinz der Ankläger und Ermittler. Einigen Dämonologen des 16. Jahrhunderts zufolge sind die Angriffe des Dämonen auf Menschen im August am stärksten.

## Andere Namen
- Astarotte
- Astarod
- Astoroth
- Asteroth
- Aschtaroth
- Aschtoreth
- Astoret
- Astarte
- Ischtar